# Sarah E. Wright
Sarah Elizabeth Wright (9 de dezembro de 1928 - 13 de setembro de 2009) foi uma escritora e ativista social americana. Seu romance This Child's Gonna Live, publicado em 1969, foi aclamado pela crítica e "foi um dos primeiros a focar na confluência de raça, classe e sexo". O New York Times chamou-o de "livro notável de 1969" e foi chamado de "pequena obra-prima". 

## Biografia
Sarah Elizabeth Wright nasceu em Wetipquin, Maryland, e começou a escrever poesia aos oito anos de idade. Ela frequentou a Salisbury Colored High School e, em 1945, ingressou na Howard University. Na Howard University, ela foi orientada por Sterling Allen Brown e Owen Dodson, e conheceu o poeta Langston Hughes, que se tornou um amigo de longa data. 
Em 1949, devido a dificuldades financeiras, Wright deixou a Howard University sem se formar  e mudou-se para a Filadélfia. Lá ela escreveu, trabalhou para uma pequena gráfica e editora e ajudou a fundar o Philadelphia Writers' Workshop. Em 1957, ela se mudou para a cidade de Nova York e ingressou no Harlem Writers Guild, do qual atuou como vice-presidente, e esteve envolvida em muitas causas políticas, incluindo a libertação africana e afro-americana, bem como o trabalho anti-guerra.   Com seu aclamado romance This Child's Gonna Live aparecendo em 1969, ela é considerada parte do Black Arts Movement.
Wright morreu em Manhattan, Nova York, aos 80 anos, em decorrência de complicações de um câncer.

## Obras
This Child's Gonna Live ( Delacorte Press, 1969) foi seu único romance publicado. O New York Times considerou-o um excelente livro de 1969. Narrado da perspectiva de Mariah Upshur, uma jovem que vive em uma pequena vila de pescadores em Maryland, o livro retrata a luta para sobreviver sob as múltiplas pressões do racismo, pobreza e doenças.   A Feminist Press publicou uma nova edição do romance em 1986 e permaneceu no prelo desde então. 
Wright passou muitos anos trabalhando em um segundo romance, que nunca foi concluído. Ela também publicou ensaios críticos, um volume de poesia intitulado Give Me a Child (Kraft Publishing, 1955, com Lucy Smith); e um livro de não ficção para jovens, A. Philip Randolph: Integration in the Workplace (Silver Burdett, 1990). O romance de Wright é apresentado na exposição sobre a costa leste de Maryland no Museu Afro-Americano de História e Cultura.

### Livros
- Sarah E. Wright, Lucy Smith: Dê-me um filho . Kraft Publishing Co., 1955 (poesia).
- Esta Criança Vai Viver . Imprensa Delacorte, 1969.ISBN 1-55861-397-8
- História da arte negra: um currículo para o ensino médio . Universidade Estadual da Califórnia, 1976.
- A. Philip Randolph: Integração no local de trabalho . Silver Burdett Press, 1990.ISBN 0-382-09922-2

### Outras publicações
- "Eu Conheci a Morte", Tomorrow, 10 (3 de novembro de 1950), p. 46.
- "Roadblocks to the Development of the Negro Writer", em The American Negro Writer and His Roots, artigos selecionados da Primeira Conferência de Escritores Negros Americanos. Nova York: Sociedade Americana de Cultura Africana, 1960, pp. 71–73.
- "Até que eles tenham parado", Freedomways, 5, no. 3 (1965), pp. 378–379.
- "A Mulher Negra na Literatura Americana," Freedomways, 6 (Inverno de 1966), pp. 8–10.
- "Urgency" e "Window Pictures", em Rosey E. Pool (ed. ), Beyond the Blues, Detroit: Broadside Press, 1971, pp. 184–185.
- "Lament of a Harlem Mother", American Pen, 4 (primavera de 1972), pp. 23–27.
- "Visões dos escritores negros da América", Freedomways, 19, no. 3 (1979), pp. 161–163.